# James Rupert Cochrane
James Rupert Cochrane, britanski general, * 1904, † 1978.